# Tanaecia adustata
Tanaecia adustata är en fjärilsart som beskrevs av Hans Fruhstorfer 1913. Tanaecia adustata ingår i släktet Tanaecia och familjen praktfjärilar. Inga underarter finns listade i Catalogue of Life.